# Soricomys kalinga
Soricomys kalinga és una espècie de mamífer rosegador de la família dels múrids que viu a la província de Kalinga, al nord de l'illa de Luzon.
S. kalinga fou descobert per primera vegada el 30 de març del 2000 a Magdallao, a una altitud de 1.600 msnm. Les localitats on es trobà aquesta espècie estan situades en selves pluvials de muntanya i boscos molsosos.

Igual que les altres espècies del gènere, S. kalinga és una rata petita amb d'orelles petites i peus esvelts. La part superior del cos és de color marró taronja i va canviant gradualment fins a arribar a la part inferior, que és més clara. Les orelles són de color gris fosc a la part superior i negre (nues) a la part inferior. La cua és de color negre. Els mascles són una mica més grossos que les femelles.